# Hauptstadtplanung
Der Begriff Hauptstadtplanung bezeichnet die geographischen, städtebaulichen oder architektonischen Planungen, die ein Staat in Bezug auf seine Hauptstadt unternimmt.
Folgende Ebenen können unterschieden werden in:
- die Findung einer neuen Hauptstadt unter mehreren existierenden Städten eines Landes, zum Beispiel in der Bundesrepublik Deutschland 1949 (Hauptstadtfrage der Bundesrepublik Deutschland), in der Schweiz (Hauptstadtfrage der Schweiz),
- die Errichtung einer völlig neuen Hauptstadt, eine sogenannte Planhauptstadt, zum Beispiel Brasília und Canberra
- städtebauliche Planungen zur Verwirklichung oder Verbesserung der Hauptstadtfunktion, zum Beispiel Wiener Ringstraße, Hauptstadtplanungen für Berlin oder für Bonn